# アンリ・レネ
アンリ・レネ（Henri René、1906年12月29日 - 1993年4月25日）は、アメリカ合衆国の音楽プロデューサー、指揮者、編曲者。

## 経歴
ニューヨーク市で生まれたドイツ系アメリカ人で、出生名はハロルド・M・キルヒシュタイン (Harold M. Kirchstein) といった。最期はテキサス州ヒューストンで死去した。若きレネは、ベルリンの王立音楽院に学んだ。1920年代半ばに合衆国へ帰国したレネは、いくつかの楽団の一員として活動し始めた。その後、再びベルリンへ赴き、ドイツのレコード会社で編曲者として働いた。
1939年、レネは合衆国に戻り、RCAビクターの国際部門の音楽監督となり、1941年には自らの楽団を編成した。第二次世界大戦中は、連合国の一員として従軍していたが、復員後にはRCAビクターに復帰し、指揮者兼編曲者となった。1950年代半ばには、「Music for Bachelors」、「Music for the Weaker Sex」、「Compulsion to Swing」、「Riot in Rhythm」など何枚ものLP盤アルバムをヒット作として送り出しており、「宇宙時代のポップ美学の先駆となった」とAllmusicに評されている。その後のレネは、RCAビクターの歌手たちのプロデュースを手がけ、ハリー・ベラフォンテ（1956年のLP『Calypso』）やアーサー・キットなどをプロデュースした。1959年にはRCAビクターとの専属契約から離れて、以降はフリーランスとして活動を続けた。
レネは、録音への貢献が認められ、ハリウッド・ウォーク・オブ・フェームに星を刻んでおり、Vine Street の1610番地（通りの東側）にプレートがある。